# Christopher Gravett
Christopher Gravett (* 1951 in Broadstairs, Kent) ist ein britischer Historiker, der sich hauptsächlich mit der Militärgeschichte des Mittelalters beschäftigt.

## Leben
Gravett studierte mittelalterliche Geschichte an der Universität London und verbrachte einige Jahre als Kurator am British Museum. Er veröffentlichte eine Großzahl an Büchern zu mittelalterlichen Waffen, Rüstungen und Burgen, mit den Schwerpunkten England und Deutschland.
Als Berater für Film- und Fernsehprojekte war Gravett unter anderen für Braveheart tätig. Er ist hochrangiger Kurator der Royal Armouries im Tower of London. Zudem veröffentlichte Gravett Kinderbücher zu mittelalterlichen Themen.

## Werkauswahl
- German Mediaeval Armies, 1300-1500, Osprey Publishing 1985, ISBN 0-85045-614-2
- Die Ritter der Normannen: 950 bis 1204 n. Chr (The Norman Knight, 950-1204 AD), Osprey Publishing 1993, ISBN 1-85532-287-0
- Medieval German Armies, 1000-1300, Osprey Publishing 1997, ISBN 1-85532-657-4
- Bosworth 1485: Last Charge of the Plantagenets 1999, Osprey Publishing, ISBN 1-85532-863-1
- Hastings 1066, Osprey Publishing 2000, ISBN 1-84176-133-8
- The History of Castles: Fortifications Around the World 2001, Lyons Press, ISBN 1-58574-435-2
- English Medieval Knight 1300-1400, Osprey Publishing 2002, ISBN 1-84176-145-1
- English Medieval Knight 1200-1300, Osprey Publishing 2002, ISBN 1-84176-144-3
- Towton 1461: England's Bloodiest Battle, Osprey Publishing 2003, ISBN 1-84176-513-9
- Tewkesbury 1471: The Last Yorkist Victory, Osprey Publishing 2003, ISBN 1-84176-514-7
- Norman Stone Castles: British Isles 1066-1216, Osprey Publishing 2003, ISBN 1-84176-602-X
- Norman Stone Castles (2): Europe 950-1204, Osprey Publishing 2004, ISBN 1-84176-603-8
- The Normans: Warrior Knights and Their Castles, Osprey Publishing 2006, ISBN 1-84603-088-9
- Castles and Fortifications from Around the World, Thalamus Publishing 2006, ISBN 1-902886-08-9
- Tudor Knight, Osprey Publishing 2006, ISBN 1-84176-970-3
- The Normans: Warrior Knights and their Castles  2006, Osprey Publishing (mit David Nicole)
- Battles of the Middle Ages, Greenwood Press 2006, ISBN 0-275-98837-6 (mit David Nicole)
- The Castles of Edward I in Wales 1277-1307, Osprey Publishing 2007, ISBN 1-84603-027-7
- Langbogenschützen und Englische Ritter: 1330-1515, 2008

### Kinderbücher
- Eyewitness Guides: Castle, Dorling Kindersley 2002, ISBN 0-7513-4740-X
- Eyewitness Guides: Knight, Dorling Kindersley 2003, ISBN 0-7513-6756-7
- Die Welt der Ritter (The World of the Medieval Knight), 1999